# دابل فاین پروداکشنز
دابل فاین پروداکشنز (انگلیسی: Double Fine Productions) یک توسعه‌دهنده بازی‌های ویدئویی آمریکایی است که در سال ۲۰۱۰ توسط تیم شیفر ایجاد شد.